# Openluchttheater Cabrio

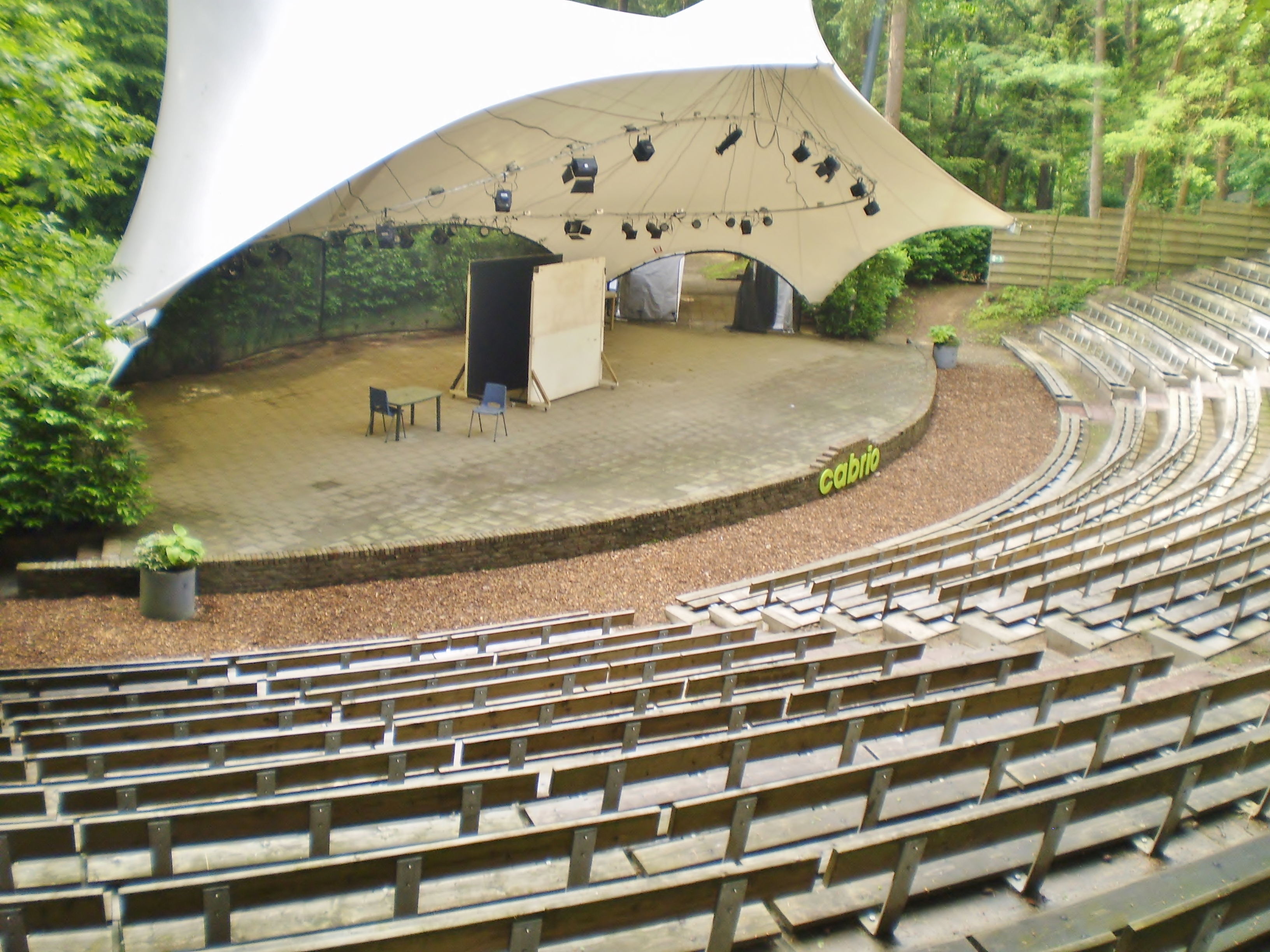
Cabrio in 2014

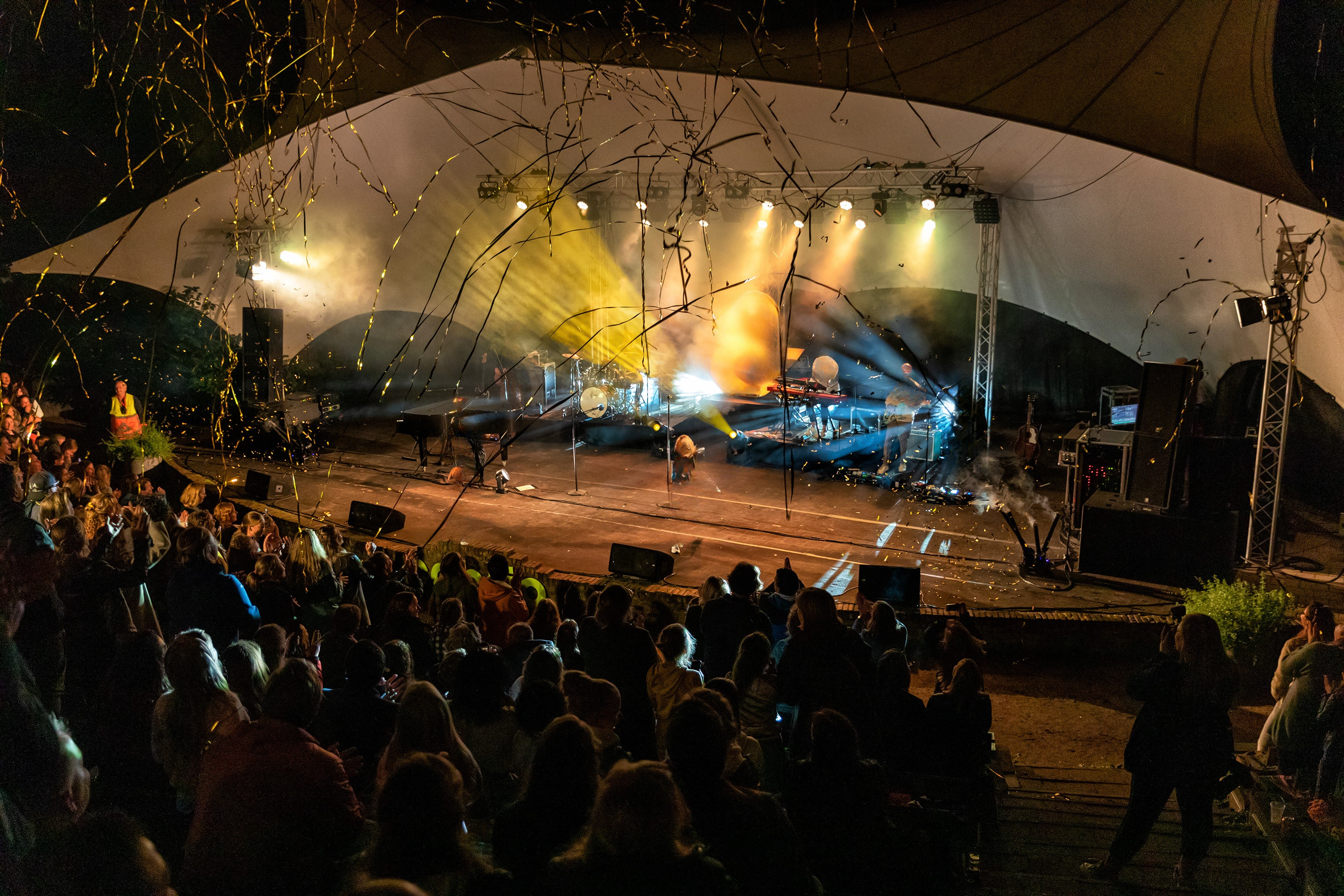
Cabrio tijdens een optreden in 2021

Het Openluchttheater Cabrio is een openluchttheater in Soest, dat vooral gebruikt wordt voor muziekvoorstellingen. Het is aangesloten bij de Vereniging Nederlandse Openluchttheaters.

## Geschiedenis

### Aanleg
In 1926 werd besloten tot oprichting van een Openluchttheater op een open plek in het bos. Het werk werd uitgevoerd door tachtig mensen die in het kader van de werkverschaffing vanaf juli 1938 werkten voor de Heidemaatschappij. De speelvloer lag gelijk met het maaiveld en werd ingezaaid met gras. Achter de orkestbak werd van hout en heideplaggen een tribune gebouwd.

### 1938 tot jaren 70
Het theater werd geopend op 3 september 1938. Bij de eerste opvoering werd De getemde Feeks van Shakespeare gespeeld, met in de hoofdrollen Louis Saalborn en Ko van Dijk. Toen in de Tweede Wereldoorlog het hout schaars was, werden de tribunes bijna helemaal gesloopt. Na de oorlog werd de plek door de in Soest en Soesterberg gelegerde Canadezen en Amerikanen gebruikt als openluchtkerk. In 1947 besloot de gemeente Soest het theater te herstellen en te gaan exploiteren. Vooral plaatselijke verenigingen gebruikten in de zomermaanden het theater. De belangstelling liep evenwel terug en ook na een hernieuwde poging in de jaren 70 raakte de plek in verval.

### Heropening
In 1990 werd op particulier initiatief de Stichting Openluchttheater Cabrio opgericht. Toen de exploitatie deze keer wel aansloeg besloot de gemeente Soest tien jaar later tot het plaatsen van een overkapping. De futuristisch ogende kap werd in 2002 geplaatst naar een ontwerp van de Technische Universiteit Delft.

### Musical Sing-a-Long
In 2020 vond in dit theater de Musical Sing-a-Long van de AVROTROS plaats, het meezingspektakel waarin alle musicals voor het komende seizoen worden gepresenteerd. Dit vindt normaal gesproken plaats op de Uitmarkt in Amsterdam, maar die moest dat jaar worden afgelast vanwege de coronapandemie die dat jaar uitbrak. Het evenement werd daarom verplaatst naar deze kleinere locatie, zodat het mogelijk was om het met minder publiek te doen dat ook nog op voldoende afstand kon zitten. Het publiek zong hierbij niet mee.